# Proteasa serina

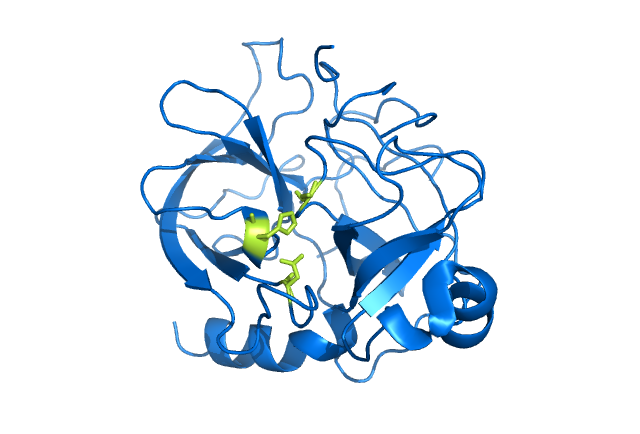
Estructura cristal·lina de la quimotripsina bovina

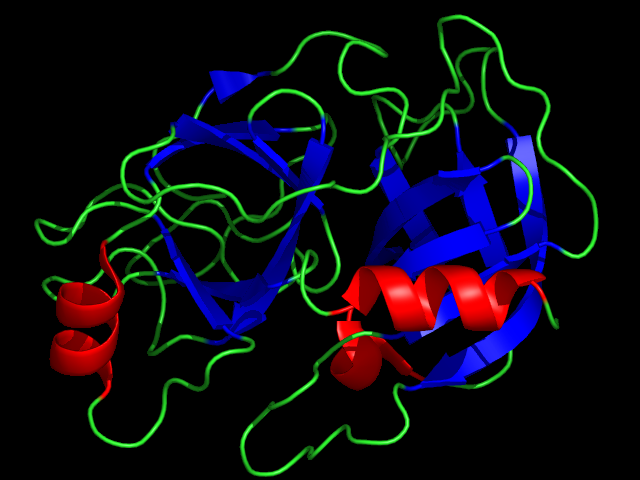
Estructura cristal·lina de la Tripsina, una proteasa serina típica.

Les proteases serines (en anglès: Serine proteases o serine endopeptidases) són enzims que trenquen enllaços peptídics en proteïnes, en els quals la serina actua com aminoàcid nucleofílic en el lloc actiu de l'enzim.
Es troben de forma ubíqua tant en organismes eucariotes com en els procariotes. Les proteases serines entren en dues categories segons la seva estructura: com quimiotripsina (trypsin-like) o com subtilisina.
En els humans són responsables de coordinar diverses funcions fisiològiques, incloent la digestió, la resposta immunològica, la coagulació de la sang i la reproducció.

## Ús en el diagnòstic
La determinació dels nivells de proteasa serina pot ser útil en el context de determinades malalties.
- Els nivells del Factor de coagulació poden ser requerits en la diagnosi de condicions hemorràgiques o trombòtiques.
- L'Elastasa fecal es fa servir per determianr l'activiatat exocrina del pàncrees, per exemple en la fibrosi quística o la pancreatitis crònica.
- En el càncer de pròstata es fa servir el sèrum de l'antigen específic de la pròstata .
- La proteasa serina que s'allibera de cèl·lules ‘’mast’ és un marcador per a les reaccions de la hipersensibilitat de tipus I (per exemple, l'anafilaxi). És més útil que la. histamina per la seva major durada.